# Пуэрто-Вальярта (аэропорт)
Международный аэропорт Пуэрто-Вальярта имени Густаво Диас Ордаса (ИАТА: PVR, ИКАО: MMPR) — коммерческий аэропорт, расположенный в городе Пуэрто-Вальярта, штат Халиско, Мексика. Порт обслуживает внутренние и международные рейсы города и соседних населённых пунктов.
По данным статистики в 2009 году услугами аэропорта воспользовалось 2 654 300 человек, при этом объём пассажирских перевозок в аэропорту упал в сравнении с предыдущим годом (3 280 700 человек).

## Общие сведения
Международный аэропорт имени Густаво Диас Ордаса расположен в 7,5 километрах к северо-востоку от города Пуэрто-Вальярта (штат Халиско) и в 10 километрах от Нуэво-Вальярта, находящегося в составе муниципалитета Баия-де-Бандерас другого мексиканского штата Наярит.
Аэропорт содержит два здания пассажирских терминалов: основное, предназначенное для обслуживания коммерческой авиации и дополнительное для обслуживания рейсов авиации общего назначения и работы наземных сервисных служб FBO-оператора «Servicios Aéreos Corporativos».
Международный аэропорт имени Густаво Диас Ордаса эксплуатирует одну взлётно-посадочную полосу 04/22 размерами 3100 метров в длину и 45 метров в ширину с бетонным покрытием, предназначенную для пассажирских, грузовых, военных воздушных судов и самолётов авиации общего назначения.
Пропускная способность ВПП составляет 40 операций взлётов и посадок в час. Зона главного терминала содержит 15 выходов на посадку (гейтов), 7 из которых оборудованы телескопическими трапами, остальные 8 являются удалёнными гейтами. В терминале авиации общего назначения находятся 18 небольших гейтов, при этом пять из них являются контактными.
Аэропорт получил своё название в честь бывшего президента Мексики Густаво Диас Ордаса.

## Статистика главных направлений
| Место | Аэропорт                                    | Пассажиров |
| ----- | ------------------------------------------- | ---------- |
| 1     | Международный аэропорт Лос-Анджелес         | 113 841    |
| 2     | Международный аэропорт Финикс/Скай-Харбор   | 96 151     |
| 3     | Аэропорт Хьюстон Интерконтинентал           | 95 830     |
| 4     | Международный аэропорт Даллас/Форт-Уэрт     | 89 723     |
| 5     | Международный аэропорт Сан-Франциско        | 88 482     |
| 6     | Международный аэропорт Чикаго О’Хара        | 66 423     |
| 7     | Международный аэропорт Денвер               | 50 243     |
| 8     | Международный аэропорт Миннеаполис/Сент-Пол | 33 801     |
| 9     | Международный аэропорт Сиэтл/Такома         | 29 131     |
| 10    | Международный аэропорт Калгари              | 27 426     |

## Авиапроисшествия и несчастные случаи
- 31 января 2000 года, рейс 261 Пуэрто-Вальярта (Мексика)—Сан-Франциско (Калифорния) авиакомпании Alaska Airlines. Самолёт MD-83 (регистрационный номер N963AS) при попытке совершить аварийную посадку в Международном аэропорту Лос-Анджелес упал в океан вблизи населённого пункта Пойнт-Мугу (штат Калифорния). Погибли все 88 человек на борту. Проведённое комиссией Национального агентства безопасности на транспорте США расследование показало, что в последние 11 минут полёта пилоты пытались справиться с заклинившим рулём горизонтального стабилизатора, отказавшим вследствие недостаточной смазки винтового домкрата стабилизатора. Экипаж направил лайнер на аварийную посадку в аэропорт Лос-Анджелеса, однако, в процессе снижения самолёт вошёл в неуправляемый штопор и в перевёрнутом положении рухнул в океан. Данная катастрофа вместе с инцидентом авиакомпании ValuJet стала причиной серьёзного усиления надзорной деятельности за техническим обслуживанием самолётов всех авиакомпаний Соединённых Штатов[3].